# Друзі людства
« Друзі людства » (біл. Сябры чалавецтва, пол. Przyjaciel Ludzkości) — масонська ложа в Гродно. Заснована 20 травня 1817 року. Працювала в Союзі Великого Сходу Польщі під номером 25, підпорядкованому капітульній ложі « Досконала єдність » у Вільнюсі та малому капітулу в Несвіжі. Закрита, як і інші ложі союзу, 25 вересня 1821 року; окремі члени ложі продовжували зустрічатися в 1840-х роках.